# Edvard Hubendick
Carl Edvard Ludvig Hubendick, född 26 februari 1875 i Skeppsholms församling i Stockholm, död 24 april 1952, var en svensk ingenjör och motorkonstruktör. Han var son till Ludvig Andreas Hubendick.
Hubendick utexaminerades från Bergsskolan 1900 och företog utländska studieresor 1901–1902 och senare. Han var 1900–1901 anställd vid J. V. Svensons motorfabrik och var chefsingenjör där 1912–1916. Under åren 1902–1910 var Hubendick förste ingenjör i ingenjörsfirman Fritz Egnell och 1910–1912 överingenjör vid Morgårdshammars mekaniska verkstads AB samt 1916–1940 professor vid Kungliga Tekniska högskolan i läran om förbränningsmotorer. Hubendick var ledamot av svenska Vetenskapsakademien, Lantbruksakademien och Ingenjörsvetenskapsakademien.
Hubendick gjorde sig känd som skicklig konstruktör och teoretiker inom motortekniken, och konstruerade bland annat Pentamotorn 1907. Han anlitades för ett flertal offentliga utredningar i hithörande frågor. Han utgav bland annat Maskinteknik i nio band, däribland Teknisk termodynamik i dess grunddrag (band 2, 1920) och Kylteknik (band 9, 1921) samt publicerade ett stort antal uppsatser och avhandlingar på förbränningsmotorområdet och i detta närliggande ämnen, bland annat i Nordisk familjebok.
Hubendick är begravd på Galärvarvskyrkogården i Stockholm.